# Wesfarmers
Wesfarmers Limited  è una delle più grandi aziende pubbliche d'Australia, fornitrice di merci e servizi attraverso una delle più grandi catene di negozi al dettaglio. Ha sede a Perth nell'Australia occidentale. Wesfarmers ha quasi 200.000 impiegati nel paese.
Il 2 luglio 2007  Wesfarmers annunciò l'acquisto del Gruppo Coles per 22 miliardi di dollari australiani.
Fu fondata il 27 giugno 1914 come Cooperativa agricoltori Ovestraliani (Westralian Farmers Co-operative), che si focalizzava sul provvedere servizi e merci alle comunità rurali dell'Australia Occidentale.

## Storia
La Westralian Farmers Co-operative Limited è stata costituita nel 1914 come società cooperativa dalla Farmers' and Settlers' Association of Western Australia, per acquisire le attività della West Australian Producers' Union, da concentrare sulla fornitura di servizi e merci alla comunità rurale dell'Australia occidentale. Nel 1919, più di 65 società cooperative locali agivano come agenti per la Westralian Farmers Limited.
Nel 1924 fondò la prima stazione radio pubblica nell'Australia occidentale con 6WF, prima che passasse nelle mani della Australian Broadcasting Commission nel 1929, ora chiamata ABC Radio Perth.

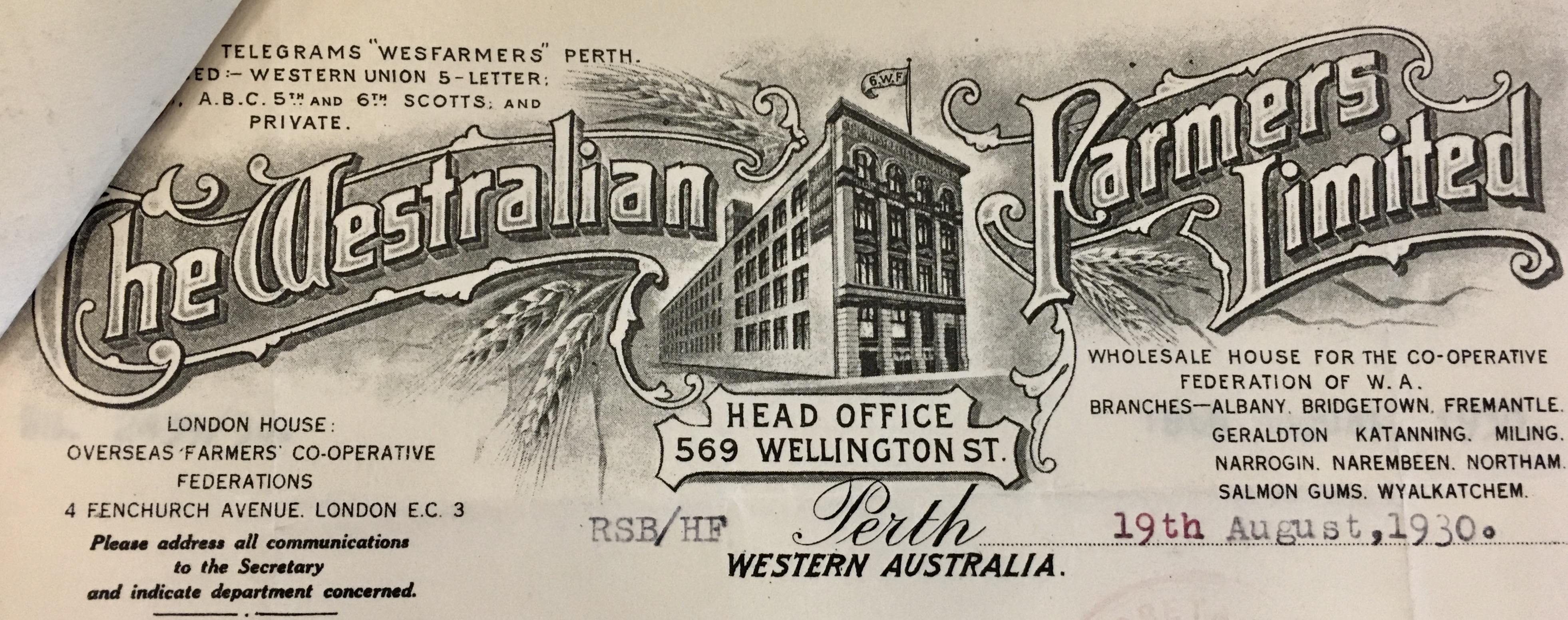
Carta intestata degli anni '30 con dettagli dell'azienda di quel tempo

Negli anni '40, l'attività dell'azienda includeva "essere commercianti di grano e generici; distribuzione nazionale per le raffinerie di petrolio del Commonwealth; banditori di lana, bestiame, pelli e prodotti agricoli; esportatori di cereali e frutta; sottoscrittori assicurativi; acquisendo agenti per il pool di grano di W.A.". Conosciuta come Westralian Farmers Limited, aveva sedi in varie località all'interno del quartiere centrale degli affari di Perth. Negli anni '40 c'erano locali al 563-571 di Wellington Street. Aveva anche sede in Newman Street a Fremantle.
Nel 1949, Wesfarmers acquisì Ashburton Transport, che all'epoca era in perdita. L'anno successivo ha anche acquisito il suo principale concorrente Gascoyne Trading, unendo le operazioni delle due società per rifornire il nord-ovest dell'Australia occidentale. Insieme alla lana e alla posta, trasportava banane da Carnarvon a Perth, tornando con le provviste e la posta da Perth. Gascoyne Trading ha introdotto il trasporto refrigerato nella regione e tre autotreni per rimorchi che ora trasportano carichi fino a 115 tonnellate.
Nel 1984, la Westralian Farmers Co-operative Limited costituì la Wesfarmers Limited, che si trasformò da cooperativa in società per azioni e fu quotata alla Borsa australiana il 15 novembre 1984. Inizialmente la cooperativa tratteneva il 60% delle azioni ordinarie, garantendo che i soci agricoltori della cooperativa mantenessero il controllo, e il resto veniva distribuito ai suoi membri.
Nel 1991, 19 m3 dei documenti della Westralian Farmers Co-operative sono stati depositati presso la J S Battye Library di Perth.

## Suddivisioni
- Forniture d'ufficio
- Carbone ed energia
- Industriale e sicurezza
- Assicurazioni
- Supermercati Coles